# Крюсібл (Пенсільванія)
Крюсібл (англ. Crucible) — переписна місцевість (CDP) в США, в окрузі Грін штату Пенсільванія. Населення — 673 особи (2020).

## Географія
Крюсібл розташований за координатами 39°56′53″ пн. ш. 79°58′0″ зх. д. / 39.94806° пн. ш. 79.96667° зх. д. (39.947936, -79.966613).  За даними Бюро перепису населення США в 2010 році переписна місцевість мала площу 3,28 км², з яких 2,98 км² — суходіл та 0,29 км² — водойми.

## Демографія
Згідно з переписом 2010 року, у переписній місцевості мешкало 725 осіб у 279 домогосподарствах у складі 197 родин. Густота населення становила 221 особа/км².  Було 315 помешкань (96/км²).
Расовий склад населення:
| - 97,7 % — білих - 0,3 % — корінних американців - 0,1 % — вихідців з тихоокеанських островів |

До двох чи більше рас належало 1,7 %. Частка іспаномовних становила 1,0 % від усіх жителів.
За віковим діапазоном населення розподілялося таким чином: 26,6 % — особи молодші 18 років, 59,7 % — особи у віці 18—64 років, 13,7 % — особи у віці 65 років та старші. Медіана віку мешканця становила 39,2 року. На 100 осіб жіночої статі у переписній місцевості припадало 89,8 чоловіків;  на 100 жінок у віці від 18 років та старших — 90,7 чоловіків також старших 18 років.
Середній дохід на одне домашнє господарство  становив 44 884 долари США (медіана — 42 021), а середній дохід на одну сім'ю — 46 538 доларів (медіана — 43 421). За межею бідності перебувало 31,3 % осіб, у тому числі 48,7 % дітей у віці до 18 років та 51,5 % осіб у віці 65 років та старших.
Цивільне працевлаштоване населення становило 310 осіб. Основні галузі зайнятості: освіта, охорона здоров'я та соціальна допомога — 41,6 %, будівництво — 29,0 %, сільське господарство, лісництво, риболовля — 15,2 %, фінанси, страхування та нерухомість — 14,2 %.